# Guimarânia
Guimarânia là một đô thị thuộc bang Minas Gerais, Brasil. Đô thị này có diện tích 370,807 km², dân số năm 2007 là 6946 người, mật độ 18,5 người/km².